# گولییا
گولییا (به بلغاری: Guliya) یک منطقهٔ مسکونی در بلغارستان است که در شهرستان کروموفگراد واقع شده‌است.